# Старово (Тутаевский район)
Старово — деревня Тутаевского района Ярославской области России. С точки зрения административно-территориального деления относится к Родионовскому сельскому округу (административный центр — Пшеничище), в рамках обустройства местного самоуправления входит в состав Левобережного сельского поселения.

## География
Старово располагается на реке Рождественка (правом притоке Ити). Ближайшие населенные пункты — Юрицево и Лихачево. Деревня находится в 28 км от Ярославля и в 14 — от Тутаева.

## История
Впервые упоминается в налоговых ведомостях Ярославской губернии в 1797 году. В Лучшие свои годы[какие?] имела население от 210 до 215 человек. 49 дворов и 7 лавок различного профиля. Относилась к церковному приходу села Малахово, от которого находилось «в трех верстах» и к Малаховской же волости Романово-Борисоглебского уезда. В 1908 году взрослое население Старово насчитывало 101 человека: 44 мужчины и 57 женщин.

## Население
| 2007 | 2010 |
| ---- | ---- |
| 2    | ↗3   |

## Инфраструктура
Личное подсобное хозяйство.

## Транспорт
Деревня доступна автотранспортом.